# Volker Stange
Volker Stange (* 27. April 1937; † 28. Januar 2024) war ein deutscher Kommunalpolitiker (bis 2008 CDU, danach Bürgerliste Löbau). Er war von 1990 bis 1994 Landrat des Landkreises Löbau und von 1994 bis 2001 des Landkreises Löbau-Zittau. 2012 wurde er zum Ehrenbürger von Löbau ernannt.

## Leben
Stange hatte in der Deutschen Demokratischen Republik den Beruf des Bauingenieurs erlernt und war für die Zwischengenossenschaftliche Bauorganisation – die „Baubrigade“ der Landwirtschaftlichen Produktionsgenossenschaften – in Kemnitz tätig. Im Zuge der Wende und friedlichen Revolution kam Stange über das Neue Forum zur Politik und engagierte sich fortan in der Ost-CDU.
Bei den Kommunalwahlen 1990 wurde er zum Landrat seines Heimatlandkreises Löbau gewählt und begleitete den Aufbau Ost in der Folge in politischer Funktion. Dabei gilt er als maßgeblich für die Neuordnung der Kreisstrukturen in der Oberlausitz. Nach der Kreisreform 1994 wurde er bei der Landratswahl 1994 zum Landrat des, zunächst als Sächsischer Oberlausitzkreis bezeichneten, neu gebildeten Landkreises Löbau-Zittau gewählt.
In seine Amtszeit fallen der Ausbau des Krankenhauses in Ebersbach, die Errichtung des Berufsschulzentrums in Löbau, die Übernahme der Gymnasien in Löbau, Herrnhut sowie im Oberland in Verantwortung des Landkreises sowie die Sanierung der Kinderheime in Löbau, Herwigsdorf und Ruppersdorf und ihre Übergabe in freie Trägerschaft. Zudem war Stange für die Gründung der Kreismusikschule Löbau im Jahr 1991 verantwortlich und begleitete auch die Gründung der Euroregion Neiße. Auch Vorwürfe der falschen Abrechnung und der Verdacht der Bevorteilung fallen in seine Amtszeit als Landrat. 1991 wurde er nach Ermittlungen zu einem Haushaltsdefizit im Kreishaushalt entlastet. 1994 wurden im Rahmen der „Löbauer Gehälteraffäre“ Vorwürfe über zu viel gezahlte Gehälter in Höhe von 165.000 Mark laut. Der Sächsische Landesrechnungshof attestierte insgesamt 30 Regelverstöße, Stange klagte zwei Mal erfolgreich gegen eine vom Regierungspräsidium verhängte Zwangsbeurlaubung, für einen Bürgerentscheid zur Absetzung fand sich im Kreistag keine Mehrheit und auch das eingeleitete Disziplinarverfahren wurde 1996 eingestellt. Auch der Umgang Stanges mit seiner zweiten Ehefrau, die in einer dem Landratsamt nachgeordneten Behörde arbeitete und während der DDR für das Ministerium für Staatssicherheit tätig war, sorgte für Kritik.
2001 trat Stange nicht mehr zur Wiederwahl an, ihm folgte Günter Vallentin als Landrat nach. Bei den Kommunalwahlen 2004 kandidierte er für die CDU in Löbau und wurde zum Stadtrat gewählt. 2008 trat er aus der CDU aus und kandidierte bei den Kommunalwahlen 2009 für die Bürgerliste Löbau. Insgesamt zwei Legislaturperioden lang gehörte er dem Stadtrat an und fungierte in dieser Zeit unter anderem als Aufsichtsrat der Wohnungsverwaltung und Bau-Gesellschaft, im Aufsichtsrat der Gesellschaft für die Landesgartenschau Löbau 2012 sowie als Leiter des Stiftungsrates und Mitglied im Förderverein der Stiftung Haus Schminke.
Mit Stadtratsbeschluss vom Dezember 2011 wurde Stange 2012 zum Ehrenbürger der Stadt Löbau ernannt. „Mit der Ehrung sollte vor allem das Wirken als erster Landrat des Landkreises Löbau nach der friedlichen Revolution gewürdigt werden. Mit außerordentlicher Energie und mit Umsicht hat er die neuen Herausforderungen in den Zeiten des Umbruchs wahrgenommen und für eine positive Entwicklung des Landkreises gerungen“, hieß es in der Begründung zur Verleihung des Ehrenbürgerrechts.
Stange lebte über viele Jahre in Ebersdorf. Er starb am 28. Januar 2024 im Alter von 86 Jahren. Die Stadt Löbau würdigte ihn in einem Nachruf mit den Worten:

„Trotz seiner vielfältigen Ämter und Funktionen hat er nie den Kontakt zu den Menschen vor Ort verloren. Er war nicht ‚abgehoben‘ und entrückt. Er war für jedermann ansprechbar. Bürgernähe war ihm stets ein besonderes Anliegen. […] Volker Stange gehörte zu Jenen, die in der Stunde des Neuanfangs angepackt haben. Durch sein Wirken wurden maßgebliche Weichen im Landkreis und in der Stadt Löbau gesetzt.“

## Schriften
- zusammen mit Franz Weber: Wiedervereinigung aus kommunaler Sicht – Die Arbeitsgemeinschaft der Landkreise Löbau und Göppingen. Lusatia Verlag, Bautzen 2009, ISBN 978-3-936758-61-0.